# ترساچای
ترساچای یک منطقهٔ مسکونی پیشین در ارمنستان است که در استان تاووش واقع شده‌است.